# Małe niedole życia małżeńskiego

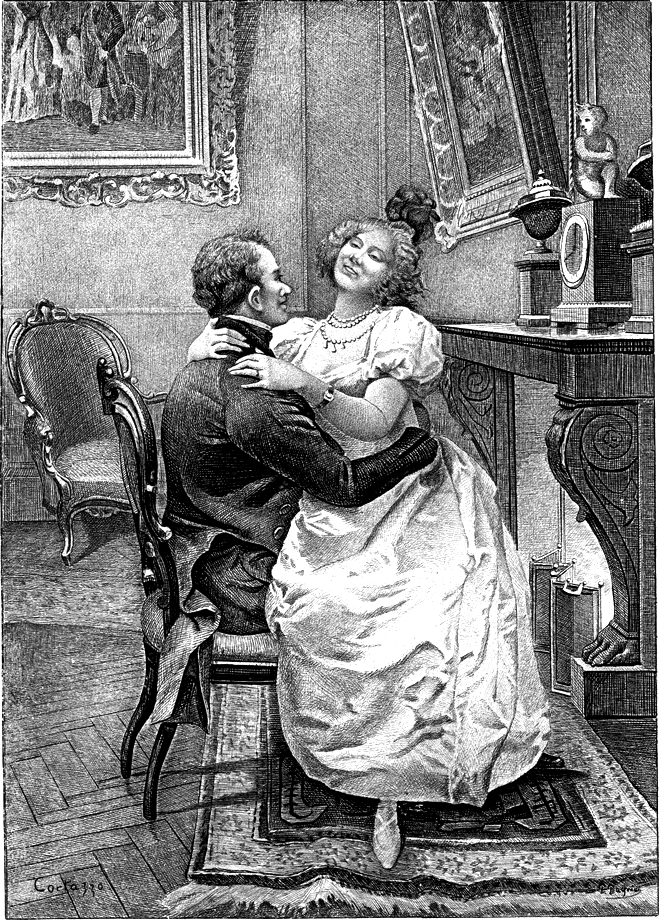
Ilustracja z Małych niedoli życia małżeńskiego pt. Kapitulacja małżonka

Małe niedole życia małżeńskiego (tytuł oryginału fr. Petites Misères de la vie conjugale) – esej Honoriusza Balzaka złożony z 37 rozdziałów. Był pisany i publikowany partiami w latach 1830–1846 w różnych czasopismach. Wchodzi w skład Studiów analitycznych Komedii ludzkiej. 

## Treść i struktura
Utwór jest luźnym zbiorem porad dla małżonków, studiów przypadków małżeństw mieszczańskich (autor posługuje się archetypicznymi postaciami Adolfa i Karoliny de Chodoreille, typowych młodych małżonków z tej warstwy społecznej) oraz opisów różnych napotykanych problemów – emocjonalnych, rodzinnych, ale i czysto ekonomicznych i związanych z wychowaniem dzieci. Poszczególnie fragmenty dzieła utrzymane są w różnym tonie: od humorystycznego do całkowicie poważnego, co wiąże się z okolicznościami powstania dzieła i tworzeniem go w częściach, bez dokładnej koncepcji całości. Chociaż przywołane w utworze sytuacje są fikcyjne, pisarz wielokrotnie inspirował się własnymi doświadczeniami bądź opowieściami usłyszanymi w swoim otoczeniu. 

## Recepcja i cechy utworu
W 1844 w liście do Eweliny Hańskiej Balzak chwalił się sukcesem czytelniczym, jaki odniosły Małe niedole życia małżeńskiego. Późniejsi recenzenci byli jednak o wiele bardziej krytyczni, zwracając przede wszystkim uwagę na niedostatki formalne dzieła, panujący w nim chaos, powierzchowny rysunek postaci i łączenie całkowicie niezwiązanych ze sobą faktów. Inni analitycy wskazywali na zupełnie odmienny charakter utworu niż większość pozostałych komponentów Komedii ludzkiej. Małe niedole życia małżeńskiego nigdy nie były planowane jako powieść, Balzak celowo utrzymał utwór w stylu swobodnych przemyśleń obserwatora życia społecznego, czy wręcz dziennikarza-reportażysty i dopiero po publikacji całości zaczął zastanawiać się, czy powstały utwór w ogóle można określać mianem jednolitej książki. Równocześnie Balzak traktował Małe niedole życia małżeńskiego jako bardzo ważny komponent cyklu, swoiste wprowadzenie i zarazem ogólny komentarz do sytuacji przedstawianych w poszczególnych powieściach, zwłaszcza tych dotyczących życia prywatnego.